# Helen of the Chorus
Helen of the Chorus est un film américain réalisé par George Ridgwell, sorti en 1916.

## Fiche technique
- Titre original : Helen of the Chorus
- Réalisation : George Ridgwell
- Scénario : William Addison Lathrop
- Société de production : Edison Company
- Société de distribution : General Film Company
- Pays de production :  États-Unis
- Langue originale : anglais
- Format : noir et blanc — 35 mm — 1,37:1 — Film muet
- Genre : drame
- Durée : 3 bobines (900 m)
- Date de sortie :
  - États-Unis : 30 mai 1916

## Distribution
- Sally Crute : Helen Toussot
- Herbert Prior : Jimmy, un pompier
- Charles Martin : Etienne Toussot
- Robert Kegerreis : Jean Desais
- Eldean Steuart : Lizette Desais
- Loel Steuart : François Desais
- Harry Eytinge : "Big Ed" Morton
- Bos Harvey : Harrigan
- John Sturgeon : le capitaine des pompiers